# Klemen Gerčar
Klemen Gerčar (Lukovica, Eslovenia, 20 de diciembre de 1990) es un expiloto de Motocross esloveno, campeón del mundo en la categoría MX3 en 2013.

## Palmarés
- Campeón del Mundo en 2013 de MX3.